# ADD SOME MUSIC TO YOUR DAY
『ADD SOME MUSIC TO YOUR DAY』（アド・サム・ミュージック・トゥ・ユア・デイ）は、1972年に山下達郎とその友人たちが自主制作したスタジオ・アルバム。

## 解説
中学時代、クラス・メイトだった山下達郎と並木進は音楽の話で意気投合し、4人編成のアマチュア・バンドを結成した。1967年、中学3年生だった彼らはどうせやるんだったらもっと“価値のある音楽”を目指そうということで、コーラスを主体にしたグループを目指すことになった。グループは高校進学後も活発な活動を続け、そのうち並木が高校で知り合った鰐川己久雄を連れてきて、バンドは5人組となった。しかし、日曜日だけの練習では思うようにハモれず、結局2年間で演奏可能なレパートリーは7、8曲だったという。このメンバーで高校1年の終りまで活動した後、大学受験に専念するために脱退する友人や、当時の世相を反映して学生運動に参加するものが出るなどして、中学時代から続いたこのアマチュア・バンドは、一時解散状態となった。
しかし、その後も並木は高校の同級生やその友人といった色々なメンバーを集め、断続的に音楽の集いを継続させていた。一方山下は自身の高校にこうした趣味性を共有できる仲間がいなかったため、しばらくは家でテレコを2台使った一人多重コーラスを行って欲求不満を解消していたが、やはり大勢で演奏する魅力が忘れられず、1969年の秋頃からは山下もその集団に参加するようになった。高校卒業後もこの集まりは細々と続き、メンバー全員が大学に進学した1972年の春、誰の口からともなく、今までの活動を自主制作のレコードにしてはどうかという提案が出された。何故アルバムを作ろうということになったかについて、並木は「なんとなく、4人が同時にレコード作ってみようかなんて気持ちになったみたい。レコード作って、どうなるなんてのはなかったけど、何か形にして残したかった。ステージもあまりやんなかったし。それぞれの思惑は違ってたのかもしれないけど、とにかく作ってみたかった」と語っている。
まず製造ルートについては友人のそのまた友人に、東芝音楽工業の特販課と関係している人がいて、その人の口利きで確保できた。値段は100枚で¥135,000、1枚¥1,500と決まった。さらにちょうどその頃、ヤマハから“YESマシーン（ヤマハ・アンサンブル・システム）”という多目的ミキサーが発売された。マイクとラインとギターの入力インピーダンスが選べ、信号の定位を2個のボタンを使って左右・センターとワンタッチで切り替えられ、さらにオーディオ用のステレオ・ライン・アウト端子がついているという、当時としては画期的なこのミキサーのおかげで、その頃宅録でもっとも困難だったステレオ録音で音をちゃんとセンターに定位させることができ、この自主制作盤は完成させることができたという。
使用楽器は、並木によれば「ギターがグレコの¥12,500のセミアコ、ベースは¥35,000のやつ、山下のドラム・セットは¥4〜50,000位のだったと思う。オルガンは武川（武川伸一）んちにあった電気オルガン、ピアノはウチのアパートに住んでいた外国人が捨てていった調律のできない小型のやつ」だという。録音はすべて並木の自宅で行われ、使用したテレコは、当時最も一般的な仕様だった19cm/secステレオ4トラック。それを使って、まず、一台目のテレコにリズム・トラックなどをレコーディングした後、今度は録音された音を聴きながら、ギター・ソロやコーラスなど追加したい楽器を演奏し、両者をミックスしたものをもう一台のテレコに録音していくという、いわゆる“サウンド・オン・サウンド”という方式。アンプを使わずLINEで録られた。ダビングについては、並木によれば「まず最初に4リズム録って、コーラスは2回位かぶせた。曲によっては楽器も多少かぶせたかな」という。
アナログA面はザ・ビーチ・ボーイズ(The Beach Boys)のカヴァー、B面はドゥーワップやロックン・ロールのカヴァー等で構成されている。当初の計画では全曲ビーチ・ボーイズのコピーでいこうという意見もあったが、主としてテクニックの問題から、アナログA面だけ、ということになった。選曲については、並木によれば「ステージではローリング・ストーンズ(The Rolling Stones)とか、クイックシルヴァー・メッセンジャー・サーヴィス(Quicksilver Messenger Service)、ビーチ・ボーイズ、ラスカルズ(The Rascals)、それにブレッド(Bread)なんかもやってた。僕と山下は中学の頃から、ファルセットコーラスに憧れていたんだけど、あの頃は演奏しながら歌うってのがなかなかうまくできなかった。このLPに入っている曲は殆ど、レコーディング用に選んだものなんだ」とし、山下と並木が大体決めたという。レコーディングは、並木によれば「大体曲順通りだね。A面は昼間に録ったことが多かった。B面3曲目位から、疲れが出てきた。だからアカペラや生ギターが多くなってる。手を抜いたというか」と言い、コーラスは「山下が各コーラスパートの譜面を書いてくれて、それぞれ自分のパートを練習したんだ」という。
このグループには決まった名前がなく、“ADD SOME MUSIC TO YOUR DAY”や“DAY”といった名前で活動していた。アルバム・タイトルの「ADD SOME MUSIC TO YOUR DAY」は、ビーチ・ボーイズのアルバム『サンフラワー』の中の曲名からとったもので、当初はこの曲もアルバムに収録する予定で演奏も途中までレコーディングしたが、コーラスが難しく、結局取りやめとなった。レコーディング参加メンバーのうち、山下と並木が中学の同級生、武川と鰐川と並木が高校が同じで、全員並木とのつながりだった。アルバムには村松邦男がコーラスで1曲参加しているが、「彼は僕の高校の1つ上でね。エコーマシーンを貸してもらうことになって、それで届けてもらった時にやってもらった。このLPで彼のエコーマシーンは大活躍しているよ」と、並木は話している。
レコーディング・スタジオとしてクレジットされている“サーフィン・ラビット・スタジオ (SURFIN' RABBIT STUDIO)”の由来について、並木は「“波にウサギに月”っていう家紋があってね。金子（金子辰也）と僕がそれを見つけてね。それじゃ、サーフィン・ラビットじゃないかって、語呂もいいし。それで、これレーベルにできないかって。だから、デザインから出てきたネーミングなんだ」という。
ジャケットのイラストを手がけた金子辰也は、後にインタビューで「『ADD SOME〜』のジャケットのイラストは、最初は原稿をカラーで作ったんです。本当はカラーのはずだったんだけど予算がなくて結局モノクロになって、それで急遽描き変えたのがこの線画。完全な原稿に仕上がっていていつでも印刷できるところまで来ていたんですけどね」「絵柄は全然違います。こういう線画に色を付けてあって、いわゆる漆塗りのお汁のお椀みたいなものに手が添えられてあって、蓋を取って中から光が飛び出しているような。今考えるとなんでそんな絵柄だったのかなというのは自分でもよく分からないんだけど」「実際レコードになったこの線画に描かれているのは、みんな家に帰んないでほとんど共同生活みたいになっていたので、並木君のところで食べたり飲んだりしていた、常日頃から身のまわりにあったものです。このワインなんかはこの頃まだ珍しかったんですが、1回で空けられる量のハーフボトルぐらいのサイズで、当時数百円で売っていたもの。家主の並木さんがいつもこれを買ってそこに置いてあったので。他にもそんなものばかり」と答えている。金子は後にシュガー・ベイブのアルバム『SONGS』のジャケット・デザインを手がけている。
こうして約2か月がかりで完成したアルバムだったが、13万5000円を投じて作ったものの、実際に定価で買った人はあまりおらず、仕方なく、ほとんどただ同然であげてしまったという。とはいえ、このアルバムがきっかけで、それまで全く縁のなかった様々な人と知り合うことができ、そうした新しい人間関係がシュガー・ベイブ結成へと繋がっていった。また、同じ時期、別のルートからこのアルバムが伊藤銀次の耳にとまり、それが大瀧詠一に伝えられた。山下は、自分がプロのミュージシャンになる全てのきっかけは、このアルバムを作ったことによって生まれたと言えるとし、はっきりと目に見える形として具体的に提示しない限り、他人は自分に対して注意をはらってくれないのだということを、この経験から学んだという。

## 収録曲

### SIDE A
1. Wendy  –  (2'25") Lead Vocal: 山下
  - Brian Wilson
  - オリジナルは『オール・サマー・ロング』収録。レコーディングの際には、ドラムにシーツをかぶせてミュートして録音したというビーチ・ボーイズの“伝説”が忠実に実行されている。
2. Don't Worry Baby  –  (2'47") Lead Vocal: 山下
  - Brian Wilson  –  Roger Christian
  - オリジナルは『シャット・ダウン・ヴォリューム2』収録で、後にシングル「アイ・ゲット・アラウンド」のB面に収録された。この時代のビーチ・ボーイズのレコードは、コーラスと演奏が完全に分離しているので、コピーがしやすく、山下によれば本アルバム中一番正確な響きをしているという。この曲ではドラムセットを使わず、スネアとタムのみで演奏されている。
3. Help Me Rhonda  –  (2'40") Lead Vocal: 並木
  - Brian Wilson
  - オリジナルは『ザ・ビーチ・ボーイズ・トゥディ』収録で、同年再録音されシングルになった。この曲のみ武川が譜面を書いた。
4. Car Crazy Cutie  –  (2'45") Lead Vocal: 鰐川
  - Brian Wilson  –  Roger Christian
  - オリジナルは『リトル・デュース・クーペ』収録。元々は「パメラ・ジーン (Pamela Jean)」というタイトルで作られた、結構いわくのある曲だが[注釈 3]、こちらの方も、鰐川にどうしても何か歌わせたいという他のメンバーの意向で勝手に選曲し、嫌がる鰐川を無理やりマイクの前に立たせたという経緯でレコーディングされた、山下曰く「やはりいわく付きのもの」だという。
5. And Your Dreams Come True  –  (1'07")
  - Brian Wilson  –  Mike Love
  - オリジナルは『サマー・デイズ』収録のアカペラの小品。後年、ビーチ・ボーイズのものはフレーズごとにテープをつなげて作られていたことがわかったが、当時はそのことが全くわからず、車のノイズが入る昼間を避け、深夜の並木宅のガレージの中で汗だくになりながらの一発録りでレコーディングされた。
6. Your Summer Dream  –  (2'43") Lead Vocal: 山下
  - Brian Wilson  –  Bob Norberg
  - オリジナルは『サーファー・ガール』収録。ラストの波の音は近所のレコード屋で買ってきた効果音レコードからのものだが、モノラル録音で迫力に欠けたので、左右のチャンネルを別々に録音したところ、驚くほどの拡がりが得られ、喜んだという。その後も山下はおりにつけライブでこの曲を演奏する機会がある。

### SIDE B
1. Semi-Detached Suburban Mr.James  –  (2'34") Lead Vocal: 山下
  - Geoff Stephens  –  John Carter
  - 山下によれば、B面は皆の好きな曲を持ち寄って作られたので、選曲の傾向はてんでバラバラ。それでも、当時の流行からまったくかけ離れたものであるという点では、見事に統一された選曲といえるという。この曲はオリジナルはマンフレッド・マン1966年のイギリスのみでのヒット曲。この曲だけアレンジがオリジナルとはまったく違い、山下のドラム、鰐川のベース、武川のピアノでリズムを録った後はひたすらコーラスが重ねられた。アルバムの中でダビング回数が最も多かったため、音質的にはかなり落ちてしまったという。
2. Sincerely  –  (3'03") Lead Vocal: 山下
  - Harvey Fuqua  –  Alan Freed
  - 1950年代に活動したヴォーカル・グループ、ムーングロウズの1954年作品。当時は、それまで日本では長らく聴くことのできなかった1950年代から1960年代のアメリカン・ロックン・ロールのレコードが少しずつ復刻され始めていた時代だった。そんな中、ふとしたきっかけで1950年代R&Bヴォーカル・グループのサウンドに出会った山下は、以来その魅力に取りつかれるようになり、この曲はそうした経緯で選ばれた。ドラムはスネアをブラシで叩き、ピアノは捨てられてあったスピネットを使用。この曲では後に、山下、鰐川とともにシュガー・ベイブのメンバーとなる村松邦男がコーラスで参加している。
3. Why Do Fools Fall In Love  –  (1'50") Lead Vocal: 山下
  - Frankie Lymon  –  George Goldner
  - フランキー・ライモン&ザ・ティーンエイジャーズ1956年のヒット曲。アカペラの一発録りに手拍子をダビングしたもの。この曲は後に山下が『ON THE STREET CORNER 3』[注釈 4]で、この時のスコアをもとに同じアレンジで再レコーディングしている。
4. Crazy Words, Crazy Tune  –  (2'20") Lead Vocal: 山下
  - Jack Yellen  –  Milton Ager
  - ジャグ・バンドスタイルでの演奏。この曲はネオ・ジャグ・バンドが好んで取り上げていた代表的な曲で1926年の作品。ウォッシュ・ボードもウォッシュタブ・ベースも自作のものを使って、一発録りでレコーディングされた。
5. Love's Made A Fool Of You  –  (3'47") Lead Vocal: 武川
  - Buddy Holly
  - オリジナルはバディ・ホリーがエヴァリー・ブラザーズのために書いた曲で、そのときにバディ・ホリー自身がレコーディングしていたデモが1964年にイギリスでリリースされた。1966年にはボビー・フラー・フォーがカヴァーしている。前半はトム・ラッシュ、後半はボビー・フラー・フォーのヴァージョンがそれぞれつなげられている。
6. Devoted To You  –  (2'08") Lead Vocal: 山下・武川
  - Boudleaux Bryant
  - エヴァリー・ブラザーズ1958年のヒット曲で、後にビーチ・ボーイズが『ビーチ・ボーイズ・パーティ』でカヴァーしている。山下のギター、並木のベースで、並木宅の炬燵に入っての一発録りでレコーディングされた。

## クレジット
Members
- 山下達郎 : Drums, Percussion, Acoustic Guitar, Toys & Vocals
- 鰐川己久男 : Electric Guitar, Acoustic Guitar, Electric Bass & Vocals
- 並木進 : Electric Bass, Washtub Bass, Acoustic Guitar & Vocals
- 武川紳一 : Keyboards, Electric Bass, Electric Guitar, Toys & Vocals

レコーディングに協力してくれた人達に感謝の意を表します。
- 石川知行 : Electric Guitar (A-3,6), Glocken (A-6) & Background Vocals (A-2,3 B-5)
- 金子辰也 : Cans (B-4) & Background Vocal (B-2)
- 沖啓介 : Keyboards (A-3), Spoons (B-4) & Background Vocal (B-4)
- 村松邦男 : Background Vocal (B-2)

| - Copied & Arranged by 山下達郎 except “Help Me Rhonda” by 武川紳一 - Art Direction & Album Design : 金子辰也 - Management : 並木進 - Assistant : 沖啓介 - 録音 8〜9月. 1972 - 場所 : S・R・S. 東京都板橋区赤塚 - SURFIN' RABBIT STUDIO 1972 |

## WCD-8001

### 解説
山下がプロのミュージシャンになったことで、70年代末頃からこのアルバムを聴いてみたいという要望が多くなり、本作は1985年にアナログ盤で一度復刻された。1992年、山下自身の監修で初CD化されたが、マスター・テープが劣化したため、オリジナル・アナログ・ディスクがマスターとして使用されている。CDには山下による“このCDとその背景について”と題されたライナーノーツが付けられ、作品の背景が記されている。CDは山下のオフィシャル・ファンクラブとオフィシャルサイトで購入可能。

### 収録曲
1. WENDY (Brian Wilson)  –  (2:25)
2. DON'T WORRY BABY (Brian Wilson  –  Roger Christian)  –  (2:47)
3. HELP ME RHONDA (Brian Wilson)  –  (2:40)
4. CAR CRAZY CUTIE (Brian Wilson  –  Roger Christian)  –  (2:45)
5. AND YOUR DREAMS COME TRUE (Brian Wilson  –  Mike Love)  –  (1:07)
6. YOUR SUMMER DREAM (Brian Wilson  –  Bob Norberg)  –  (2:43)
7. SEMI-DETACHED SUBURBAN MR.JAMES (Geoff Stephens  –  John Carter)  –  (2:34)
8. SINCERELY (Harvey Fuqua  –  Alan Freed)  –  (3:03)
9. WHY DO FOOLS FALL IN LOVE (Frankie Lymon  –  George Goldner)  –  (1:50)
10. CRAZY WORDS, CRAZY TUNE (Jack Yellen  –  Milton Ager)  –  (2:20)
11. LOVE'S MADE A FOOL OF YOU (Buddy Holly)  –  (3:47)
12. DEVOTED TO YOU (Boudleaux Bryant)  –  (2:08)

### クレジット
| MEMBERS :                                                 | |
|                                                           | - 山下達郎 : Drums, Percussion, Acoustic Guitar, Toys & Vocals - 鰐川己久男 : Electric Guitar, Acoustic Guitar, Electric Bass & Vocals - 並木進 : Electric Bass, Washtub Bass, Acoustic Guitar & Vocals - 武川紳一 : Keyboards, Electric Bass, Electric Guitar, Toys & Vocals |
|                                                           | |
| レコーディングに協力してくれた人達に感謝の意を表します。: | |
|                                                           | - 石川知行 : Electric Guitar (3,6), Glocken (6) & Background Vocals (2,3,11) - 金子辰也 : Cans (10) & Background Vocal (8) - 沖啓介 : Keyboards (3), Spoons (10) & Background Vocal (10) - 村松邦男 : Background Vocal (8)                                                    |

|                                                                   |
| COPIED & ARRANGED by 山下達郎 except “HELP ME RHONDA” by 武川紳一 |
| ART DIRECTION & ALBUM DESIGN : 金子辰也                           |
| RECORDING DATE : AUG.-SEP., 1972                                  |
| RECORDED at SURFIN' RABBIT STUDIO, ITABASHI, TOKYO                |
| DIGITALLY REMASTERED by 小林光晴 at SONY MUSIC SHINANOMACHI       |
| REISSUE COORDINATED by 山下達郎                                   |

## リリース日一覧
| 地域 | 発売日        | リリース                 | 規格 | 品番                | 備考 |
| ---- | ------------- | ------------------------ | ---- | ------------------- | --- |
| 日本 | 1972年        | SURFIN' RABBIT RECORDS   | LP   | SRR-0001            | 100枚限定の自主制作盤。 |
| 日本 | 1985年5月25日 | BELIEVE IN MAGIC RECORDS | LP   | MAGIC-1             | オリジナル・マスターによるLP再発。レーベルが共通のデザインに変更されたほか、ジャケット裏面に“BELIEVE IN MAGIC RECORDS”のレーベル・ロゴがデザインされている。 |
| 日本 | 1992年        | WILD HONEY RECORDS       | CD   | WCD-8001 (TGCS-128) | オフィシャル・ファンクラブによる企画CDとして初CD化。マスターはオリジナル・アナログ盤を使用。山下達郎本人によるライナーノーツ収載。                           |
| 日本 | 2024年7月10日 | WILD HONEY RECORDS       | LP   | TMC-1001            | 2024年最新リマスター&ヴァイナル・カッティング、山下達郎本人によるライナーノーツ収載。                                                                        |